# Alexander Straub
Alexander Straub (Alemania, 14 de octubre de 1983) es un atleta alemán especializado en la prueba de salto con pértiga, en la que consiguió ser medallista de bronce mundial en pista cubierta en 2010.

## Carrera deportiva
En el Campeonato Mundial de Atletismo en Pista Cubierta de 2010 ganó la medalla de bronce en el salto con pértiga, con un salto por encima de 5.65 metros, tras el australiano Steven Hooker (oro con 6.01 metros que fue récord de los campeonatos) y el también alemán Malte Mohr (plata con 5.70 metros).